# Бібліотека Кременчуцького національного університету імені Михайла Остроградського
Бібліотека Кременчуцького національного університету імені Михайла Остроградського (Бібліотека КрНУ) — навчальний, науковий, інформаційний та культурно-просвітницький підрозділ університету.

## Історія
Започаткуванням бібліотеки вважають час формуванням книжкового фонду вищих трирічних українських педагогічних курсів, які розпочали свою діяльність у 1921 році. Спочатку бібліотека була універсальною та знаходилася в одному приміщенні, містила близько 15 тисяч примірників. У 1925 році ці курси реорганізовані у Кременчуцький педагогічний технікум, який розміщувався в будівлі колишньої жіночої гімназії. У цей період бібліотека продовжувала розвиватися та поповнювати свій фонд, щоб задовольнити потреби студентів та викладачів технікуму.
У вересні 1930 року на базі технікуму відкрився Кременчуцький інститут соціального виховання. Бібліотека налічувала понад 65 тисяч примірників. Заклад розташовувався в будівлі колишнього Олександрівського реального училища. Підрозділи бібліотеки знаходились на другому поверсі у трьох приміщеннях з окремою великою читальною залою. Фонд поповнювався підручниками з математики, фізики, геометрії та біології, переважно російською мовою. Також були зареєстровані видання французькою, німецькою, англійською мовами. Бібліотека безкоштовно отримувала такі періодичні видання: «Народний учитель», «Радянська освіта», «Політехнічна школа». У 1940 році бібліотека була перейменована у бібліотеку Кременчуцького педагогічного інституту. Інформація про діяльність, фонди та керівництво бібліотеки у даний час не збереглася.
Друга світова війна перервала розвиток діяльності бібліотеки. Певна кількість видань була конфіскована окупаційною владою, а інші були знищені при бомбардуваннях та пожежі у 1942 році. Частина фонду, яка була збережена небайдужими співробітниками закладу та читачами, після визволення міста від окупантів була передана до фондів бібліотек міста. 29 вересня 1944 року відзначалась перша річниця визволення міста, на цей час відновили роботу шість бібліотек з книжковим фондом у 29 тисяч примірників, серед яких були видання, що належали фонду бібліотеки Кременчуцького педагогічного інституту.
Бібліотека відновила свою роботу у 1960 році, коли почалось відродження вищої освіти у Кременчуці зі створення загальнотехнічного факультету Полтавського інституту інженерів сільськогосподарського будівництва. Бібліотека факультету була створена у серпні 1960 року. У 1963 році навчальний заклад отримав відремонтовану двоповерхову будівлю по вулиці Леоніда Красіна, нині Троїцька..
Рішенням колегії Міністерства вищої та середньої спеціальної освіти Української РСР від 7 травня 1971 року на базі Кременчуцького загальнотехнічного факультету Полтавського інституту інженерів сільськогосподарського будівництва створено Кременчуцький загальнотехнічний факультет Харківського автодорожнього інституту, що працював на базі Кременчуцького автомобільного заводу. Бібліотека комплектувалась здебільшого науково-технічною літературою, яку отримувала з ХАДІ, ХАІ, та спеціалізованої бібліотеки КрАЗу. Колектив, у складі головного бібліотекаря Макарової Ніни Миколаївни та бібліотекаря Афоніної Катерини Феофанівни, обслуговував читачів та здійснював довідково-бібліографічну роботу. Кошти на розвиток бібліотеки виділяли великі підприємства міста, такі як КрАЗ, Вагонобудівний завод, Дормаш (нині Кредмаш). Фонд налічував 25 тисяч примірників книг та періодичних видань технічного характеру.
У 1971 року навчальний заклад отримав нові приміщення, які були зведені по вул. Першотравневій, 20, де і розпочався процес формування фонду бібліотеки. Вона отримала приміщення у першому корпусі на першому і другому поверхах, де були розміщені трьох'ярусне книгосховище, абонемент та читальна зала на 120 посадкових місць.

1976 року до фонду бібліотеки з Харківського політехнічного інституту було передано більш ніж 70 тисяч примірників книг та брошур навчального, наукового та довідково-бібліографічного змісту. На 1978 рік у філії було зареєстровано 2 450 студентів-читачів. Першою завідувачкою бібліотеки призначили Макарову Ніну Миколаївну. Під її керівництвом книжковий фонд бібліотеки зріс до 100 тисяч примірників, а кількість читачів — до 2 800 осіб. Бібліотека передплачувала 24 періодичні видання профільного змісту.

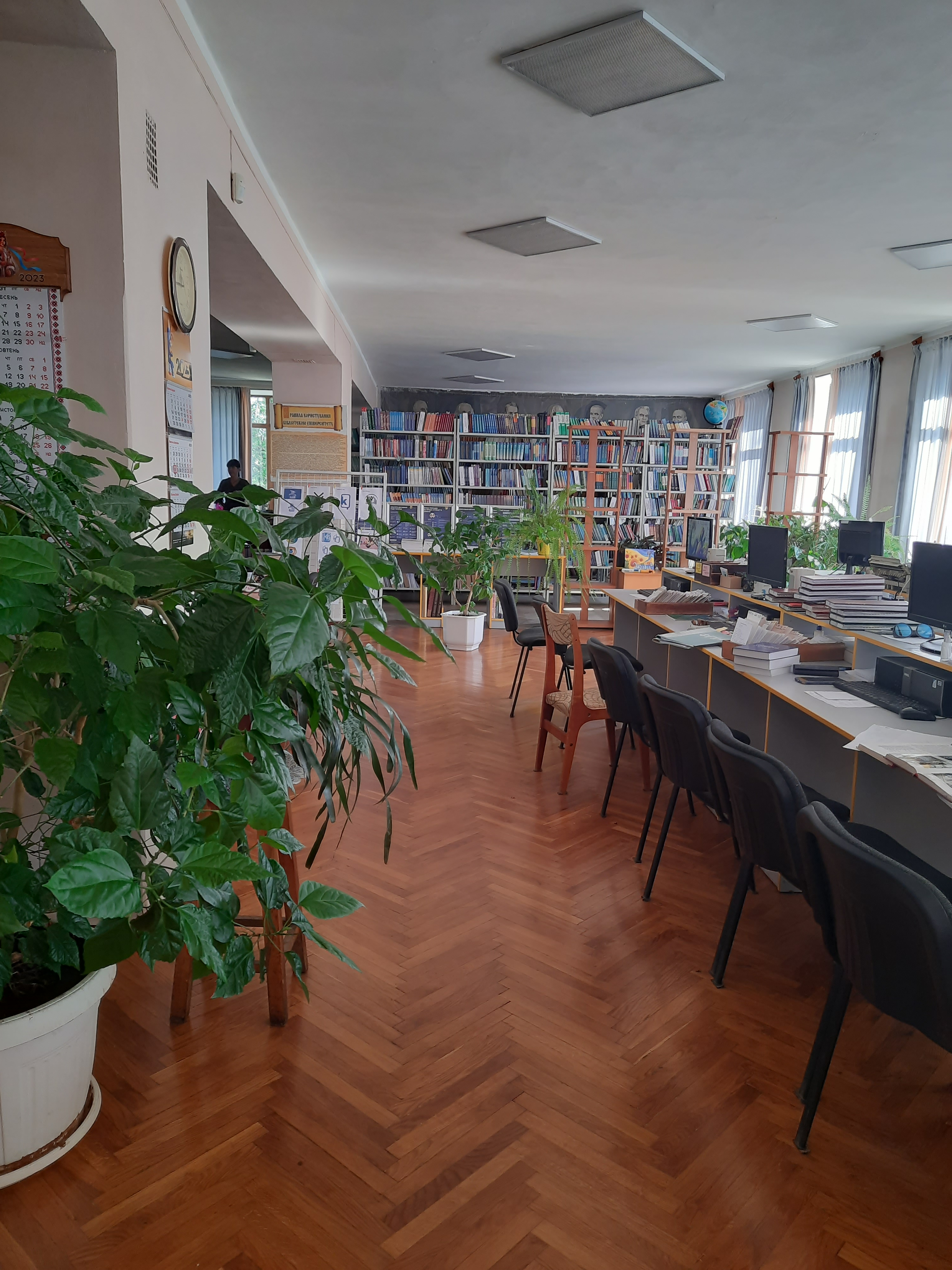
Електронний зал у Читальному залі № 1

У 1981 році бібліотеку очолила Дерека Людмила Кузьмівна, яка пропрацювала на цій посаді до 2006 року. За цей період відбулося становлення бібліотеки, були сформовані основні структурні підрозділи: абонементи, читальні зали, книгосховище. Фонд збільшився до 200 тисяч примірників. 1991 року бібліотека отримала нові приміщення — колишньої бібліотеки Будинку політпросвіти та її фонди — близько 19 тисяч примірників видань з історії, фольклористики, образотворчого мистецтва та художньої літератури. У нових приміщеннях розмістилися читальна зала, абонемент для обслуговування викладачів та співробітників, відділ комплектування та довідково-інформаційний відділ. Постановою Кабінету Міністрів України № 896 від 21 серпня 1997 році на базі Кременчуцького філіалу Харківського державного політехнічного університету створено Кременчуцький держаний політехнічний інститут. Бібліотека отримала статус бібліотеки самостійного ЗВО. На початку 2000-х почали наповнювати електронний каталог. 2002 року створено електронну бібліотеку на базі читального залу № 1, фонд якої налічував приблизно 28 000 назв книг, статей, періодичних видань та методичних вказівок. У 2004 році бібліотека створює сайт на сервері університету. Користувачі отримали доступ до мережі Internet.
2006 року на посаду директора бібліотеки була призначена Швець Олена Володимирівна. Разом зі створенням нових факультетів та відкриттям нових спеціальностей зростав та поповнювався фонд бібліотеки. 2007 року розпорядженням Кабінету Міністрів України № 92-р від 7 березня Кременчуцькому державному політехнічному університету було присвоєно ім'я Михайла Остроградського. У зв'язку з цією подією бібліотека започаткувала збереження та накопичення інформації, що присвячена життю та науковій діяльності вченого.
У 2009 році розпорядженням Кабінету Міністрів України № 919-р від 5 серпня Кременчуцький держаний політехнічний університет ім. М. Остроградського реорганізовано в Кременчуцький державний університет ім. М. Остроградського. 2010 року указом Президента України № 863/2010 від 21 серпня Кременчуцькому державному університету ім. М. Остроградського надано статус національного.

## Сучасний стан

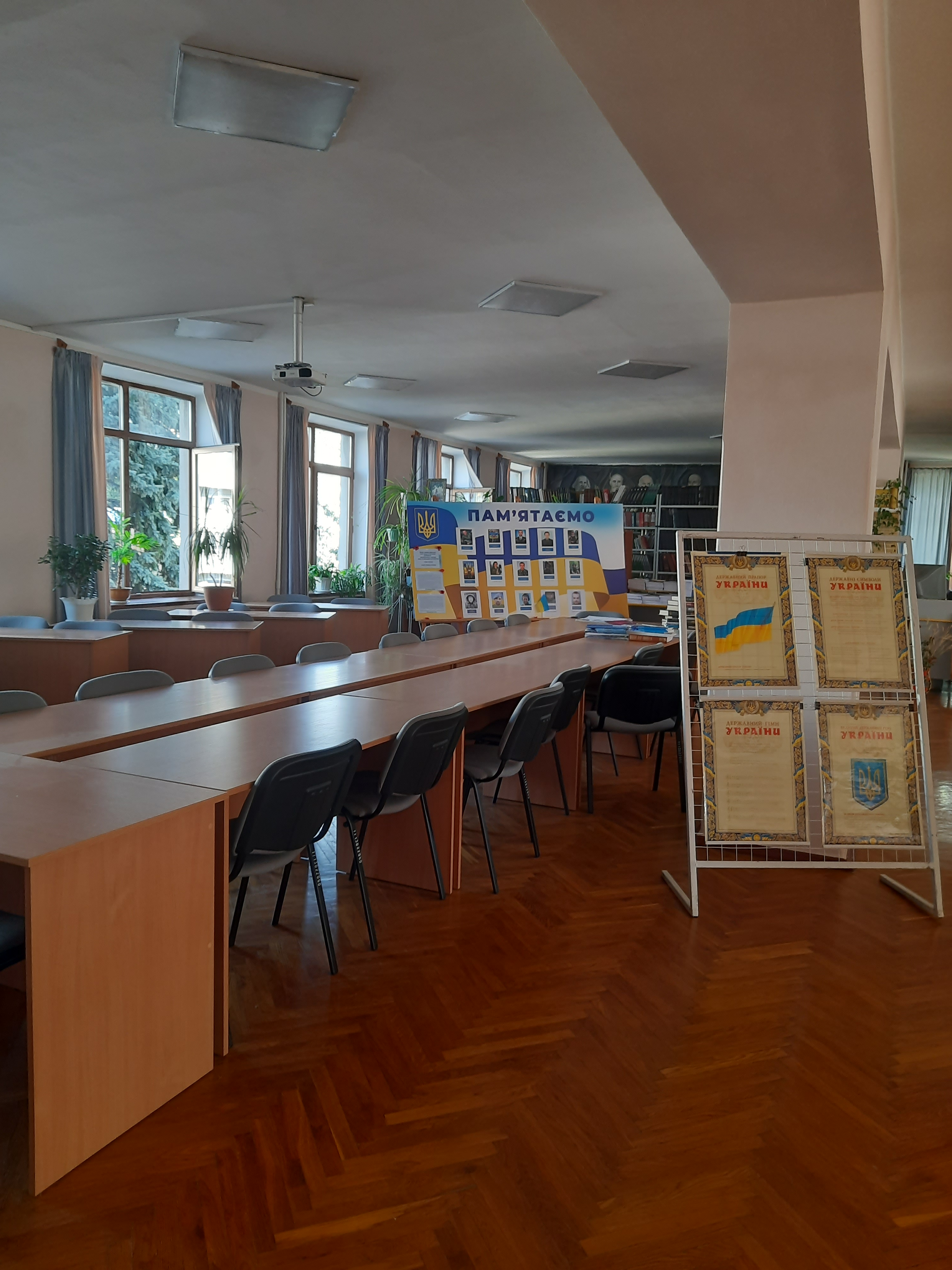
Читальний зал № 1

Станом на 01.09.2010 бібліотека налічувала три абонементи та три читальні зали, електронну залу, довідково-інформаційний відділ та відділ комплектування і обробки фонду. Книжковий фонд розташований за галузевою ознакою. У ньому знаходиться близько 380 тис. примірників книг, брошур, періодичних видань, довідкових та методичних вказівок українською, російською, англійською, німецькою та іншими мовами. Фонд представлений навчальною, навчально-методичною, науковою літературою, крім того, літературою з мистецтва, архітектури; багатий вибір художніх видань від класиків до сучасних письменників. Проводилась робота щодо зібрання рідкісних книг. Бібліотека має значний фонд видань науковців університету. Фонд періодичних видань налічує 270 назв журналів і газет. Кількість читачів складає 10880 осіб. Фахівці бібліотеки університету здійснювали значну культурно-просвітницьку роботу. Заходи, як правило, планувалися та проводилися у співпраці з деканами, кафедрами, кураторами груп, органами студентського самоврядування. Бібліотека організовувала виставки та огляди літератури, бібліотечно-бібліографічні бесіди з читачами, рекомендаційні огляди літератури для самостійних занять студентів. Функціонувала постійнодіюча виставка: «Нові надходження». Певний час у читальному залі 5-го корпусу існував літературно-музичний клуб. Співробітники бібліотеки щорічно організовували та проводили зустрічі з читачами. Традиційними стали бесіди про історію бібліотеки, її структуру, візуальне знайомство з усіма підрозділами та пунктами видачі, проведення заходів до «Всеукраїнського дня бібліотек», посвята у студенти та Дня студента.
На сьогодні бібліотека КрНУ ім. Михайла Остроградського це сучасний інформаційно-комунікаційний, науковий та культурно-просвітницький центр освіти, що забезпечує реалізацію потреб користувачів у одержанні найновішої інформації, одночасно формує інформаційну культуру майбутніх спеціалістів. Традиційний фонд налічує 310 тисяч примірників; електронний ресурс понад 250 тисяч записів. На сучасному етапі бібліотеці належить забезпечення вільного доступу до електронних повнотекстових ресурсів, використання та популяризація наукометричних БД, е-репозитарію та сайту.

## Структура бібліотеки
- Читальний зал № 1, 1-й корпус (ауд. № 1216)
- Електронний зал, 1-й корпус (ауд. № 1216)
- Читальний зал № 2, 5-й корпус (ауд. № 5206-5207)
- Абонемент № 1, 1-й корпус (ауд. № 1215)
- Абонемент № 2, 1-й корпус (ауд. № 1116)
- Абонемент № 3, 5-й корпус (ауд. № 5206)
- Довідково-бібліографічний відділ, 5-й корпус (ауд. № 5208)
- Відділ комплектування та обробки літератури, 5-й корпус.

## Колектив бібліотеки

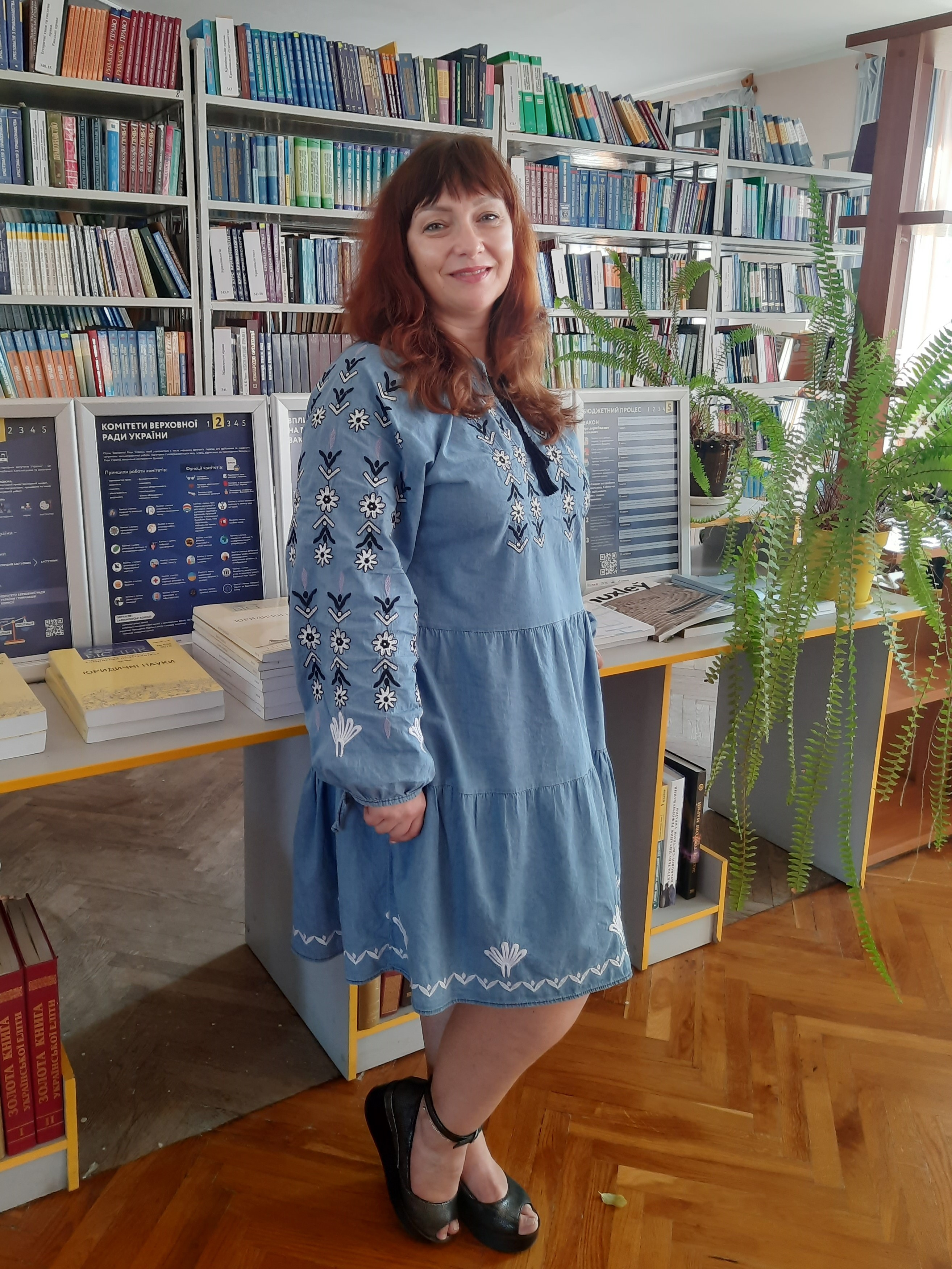
Директор Бібліотеки КрНУ Швець Олена Володимирівна

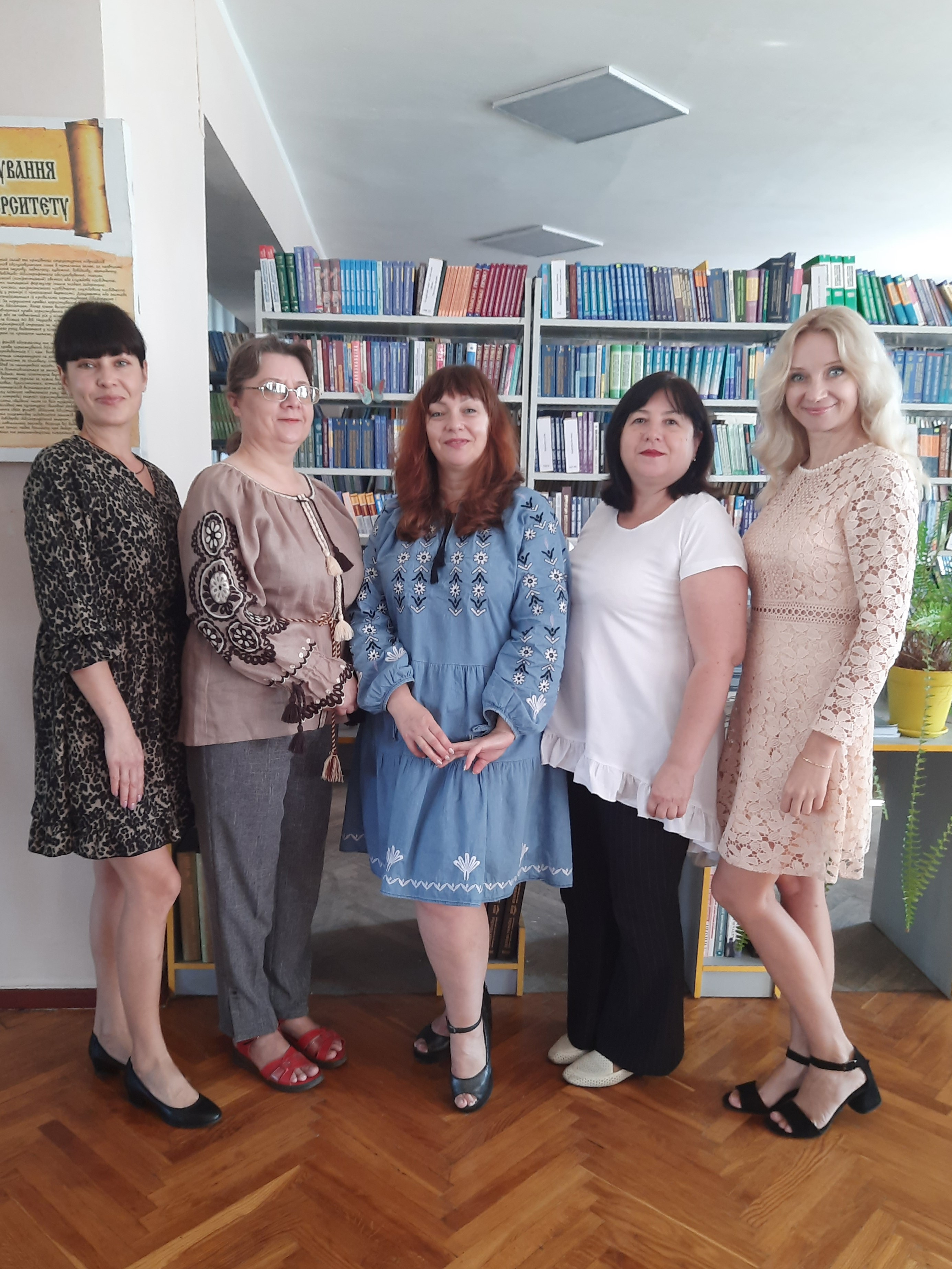
Лігай Д. В., Чудакова О. І., Швець О. В., Ярошенко І. П., Оніщук Ю. О.

### Директори
- Макарова Ніна Миколаївна (1978—1981)
- Дерека Людмила Кузьмівна (1981—2006)
- Швець Олена Володимирівна (2006–нині)

### Фахівці бібліотеки
- Ярошенко Ірина Петрівна — завідувачка довідково-бібліографічного відділу
- Чудакова Оксана Іванівна –завідувачка читального залу науково-технічної бібліотеки
- Шелудько Олена Яківна — завідувачка читального залу № 1
- Боблакова Наталія Олександрівна — бібліотекар І категорії
- Оніщук Юлія Олександрівна — бібліотекар І категорії
- Лігай Діна Вікторівна — бібліотекар абонементу.